# هيا هيا (نحن أفضل معا)
هيّا هيّا (نحن أفضل معًا) (بالإنجليزية: Hayya Hayya (Better Together))‏، هي أول أغنية من الأغاني التصويرية الرسمية لكأس العالم 2022. تم إصدارها في 1 أبريل 2022 على شبكة الإنترنت ووسائل التواصل الاجتماعي. وهي من غناء المغني الأمريكي ترينيداد كاردونا، النيجيري دافيدو، والقطرية عائشة. تعتمد الأغنية على موسيقى الريذم أند بلوز والريغي. وقد تم إنتاج الأغنية من قبل ريدوان، وتم تسجيلها من قبل تسجيلات ديف جام.

## أغنية مصورة
تم إصدار الفيديو الموسيقي للأغنية في 1 أبريل 2022. وتضم الأغنية ترينيداد كاردونا، دافيدو، عائشة، وريدوان.[بحاجة لمصدر]

## مشاركين
- ترينيداد كاردونا: التكوين الموسيقي، غناء
- دافيدو: التكوين الموسيقي، غناء
- عائشة: غناء
- ريدوان: الإنتاج

## تاريخ إصدار
| تاريخ        | شكل          | ملصق             |
| ------------ | ------------ | ---------------- |
| 1 أبريل 2022 | تحميل الرقمي | يونيفرسال ميوزيك |

## روابط خارجية
- التسجيل الرسمي للأغنية على موقع يوتيوب من قناة فيفا على يوتيوب